# أوين كول
أوين كول (بالإنجليزية: Owen Coll)‏ (9 أبريل 1976 في جمهورية أيرلندا - ) هو لاعب كرة قدم أيرلندي في مركز الدفاع. شارك مع منتخب جمهورية أيرلندا تحت 21 سنة لكرة القدم. أما مع النوادي، فقد لعب مع توتنهام هوتسبير وستيفيناغ بوروه ونادي إنفيلد ونادي بورنموث ويوفل تاون ونادي ألدرشوت تاون ونادي تشيشونت وHitchin Town F.C. ‏ وغرايز أتلاتيك ‏.